# مایکل آنجلو بتیو
مایکل آنجلو بتیو سریع‌ترین نوازندهٔ گیتار الکتریک جهان، اولین نوازندهٔ گیتار دارای دو دستهٔ چپ‌دست و راست‌دست است. در سایت نویزکریپ مایکل نفر دوم برترین نوازندگان گیتار تاریخ معرفی شده است.

## بیوگرافی
مایکل آنجلو بتیو (انگلیسی: Michael Angelo Batio) گیتاریست آمریکایی در ایلنوی شیکاگو به دنیا آمده‌است. او مدرک لیسانس هنر خود را در تئوری موسیقی و آهنگسازی از دانشگاه ایلنویز شمال‌شرقی گرفته‌است.
مایکل از ۵ سالگی نوازندگی پیانو و آهنگسازی را آغاز کرد و از ۱۰ سالگی به نوازندگی گیتار روی آورد و پس از ۲ سال سریع‌تر از استاد خود می‌نواخت.
اولین ضبط او، آلبوم سولوی Jim Gillette به نام Proud To Be Loud بود. آن دو به همراه T.J. Racer (بیس) و Bobby Rock (درام) گروه متال نیترو را تشکیل داده و دو آلبوم نیز منتشر کردند. نیترو همچنین یک کلیپ موسیقی برای آهنگ Freight Train ساخت که از MTV نیز پخش شد. مایکل همچنین به همراه Tommy Holland (وکال) در گروه Holland همکاری کرد. که آلبوم Little Monsters آنها در اواسط دههٔ ۱۹۸۰ به موفقیت مناسبی رسید.
مایکل همچنین مبدع نوعی استرینگ دمپر (صدا خفه‌کن سیم) گیتار است که امتیاز آن را به نام خود ثبت کرده‌است.
نوازندگی مایکل را می‌توان در فیلم Shock 'Em Dead دید.

مایکل آنجلو در حال نواختن گیتار ساخته شده توسط دین‌گیتارز. تایپوگراف دین‌گیتارز به شکل عقاب در انتهای دسته و دمپرها به رنگ قرمز در عکس دیده می‌شوند.

مایکل با دین گیتارز (Dean Guitars) که سازندهٔ معروف گیتار الکتریک است، همکاری می‌کند. مایکل تورهای زیادی را برای این کمپانی اجرا کرده‌است.
مایکل آنجلو آلبوم Hands Without Shadows را برای ادای احترام به گیتار الکتریک و موسیقی گیتار الکتریک منتشر کرد.

## دیسکوگرافی
- No Boundaries (1995) بدون مرز
- Planet Gemini (1997)
- Tradition (1999)
- Lucid Intervals and Moments of Clarity (2000)
- Holiday Strings (2001)
- Lucid Intervals and Moments of Clarity Part 2 (2004)
- Hands Without Shadows (2005) دستان بدون سایه
- 2X Again (2007)
- Hands Without Shadows 2 – Voices (2009)
- Backing Tracks (2010)
- Intermezzo (2013)
- Shred Force 1: The Essential MAB (2015)
- Soul in Sight (2016)
- More Machine Than Man (2020)